# Serviço de Navegação da Bacia do Prata
O Serviço de Navegação da Bacia do Prata foi uma autarquia federal criada pelo Decreto-Lei nº 5.252, de 16 de Fevereiro de 1943, responsável pela navegação no Rio Paraná e Rio Paraguai. Possuía sede na cidade de Corumbá.
Assumiu o controle das linhas do Lloyd Brasileiro entre o Rio de Janeiro e Mato Grosso, via estuário platino.
Em 17 de Abril de 1944 é assinado por Getúlio Vargas o Decreto n.º 6.428, que incorpora ao SNBP as embarcações, a Estrada de Ferro Guaíra a Porto Mendes, assim como os materiais e instalações fixas, instalações portuárias e todas as instalações, pertencentes a Cia Matte Larangeira. Pelo mesmo decreto é encampado o Distrito de Guaíra.
Também é incorporada a Companhia de Viação São Paulo-Mato Grosso, responsável pela navegação no Alto-Paraná.
Em 1946 o SNBP foi o responsável pelo transporte, de Montevidéo para Corumbá, dos materiais necessários para a construção da Estrada de Ferro Brasil-Bolívia. As obras proposta nunca foram executadas e as condições de operação pioram muito com o passar dos anos.
A ferrovia encampada da Matte Laranjeira estava praticamente extinta em 1955 sendo erradicada em 1959. Em 1963 a Cia Siderúrgica Guairá (hoje Gerdau), adquire via leilão, maquinaria, locomotivas e trilhos.

## Fim
A Lei nº 5.186, de 8 de dezembro de 1966, autorizava ao SNBP a os bens imóveis, de sua propriedade. Em 10 de Fevereiro de 1967 foi editado o Decreto-Lei nº 154 que extingue a Autarquia Serviço de Navegação da Bacia do Prata e autoriza a constituição do Serviço de Navegação da Bacia do Prata S.A., com sede em Ladário, município que fica totalmente inserido dentro de Corumbá.